# Глясе

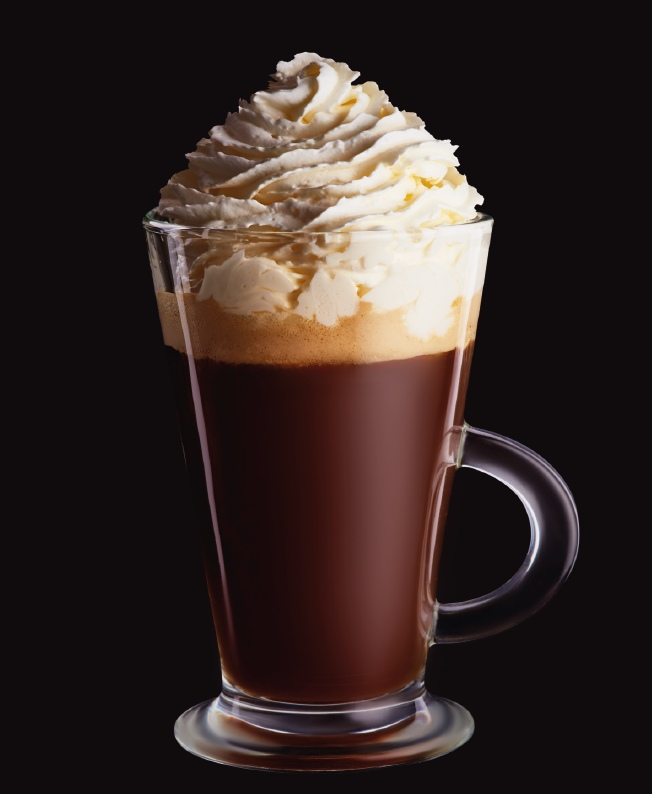
Чёрный кофе со взбитыми сливками

Глясе́, гля́ссе (фр. glacé — ледяной, замороженный) — охлаждённый кофе с молоком или охлаждённый горячий шоколад, в которые добавляются взбитые сливки и ликёр. В упрощённом варианте это охлаждённый чёрный кофе с мороженым.

## История
Родиной десерта считается Франция, но некоторые факты оспаривают это утверждение: есть версия, что глясе впервые приготовили в Австрии, но напиток не обрёл там популярности. Когда впервые приготовлен такой напиток неизвестно, и какой его первоначальный рецепт также никто не знает. Например, есть мнения, что изначально глясе — это кофе с ликёром и кубиком льда, и что глясе — это кофе с яичным желтком.
Существует легенда о появлении этого напитка. Молодой австрийский парень забежал в кафе, опаздывая на встречу. Там он заказал капучино, но у бармена, делающего напитки, не оказалось молока. Недолго думая, он заменил его мороженым. Клиенту так понравился холодный кофе, что с этого дня он стал заказывать только его. После чего бармен ввёл холодный кофейный напиток и эту технологию приготовления в меню.

## Правописание
В русском языке встречаются варианты написания «глясе» либо «гляссе» (а также «кофе-глясе» либо без дефиса «кофе глясе»). Существует мнение, что ни один из этих вариантов не является ошибочным, хотя есть утверждения, что правильное написание с одной «с» и без дефиса.

## Приготовление
Сначала кофе варится в турке или кофемашине, после чего напиток требует охлаждения примерно до +10 °С. Затем кофе наливается в стеклянный стакан объёмом около 300 миллилитров и в него добавляется мороженое (составляет от общей массы примерно 25 %). В качестве дополнительных наполнителей также могут использоваться тёртый шоколад, леденцовая крошка, кокосовая стружка, молотая корица, орехи или порошок какао.